# Wiktor Szarapow
Wiktor Wasiljewicz Szarapow (ros. Ви́ктор Васи́льевич Шара́пов, ur. 17 marca 1931 w Moskwie, zm. 5 listopada 2019) – radziecki funkcjonariusz służb specjalnych, generał major, dyplomata.

## Życiorys
Syn Wasilija Aleksiejewicza Szarapowa, pułkownika Armii Czerwonej, 1949-1954 studiował w Moskiewskim Instytucie Orientalistyki, ukończył Wydział Sinologii, później pracował w Pekinie m.in. jako redaktor pisma dla czytelników z ZSRR „Drużba”, od wiosny 1961 pracownik i korespondent „Prawdy” w Chinach, później korespondent „Prawdy” w Wietnamie. Od maja 1971 do maja 1982 konsultant przy Kierownictwie KGB ZSRR w stopniu pułkownika, później generała majora, od grudnia 1982 pracownik aparatu Sekretarza Generalnego KC KPZR Jurija Andropowa, po którego śmierci w lutym 1984 został pomocnikiem jego następcy, Konstantina Czernienki. Od marca 1985 pomocnik Michaiła Gorbaczowa, od 26 lutego 1988 do 22 kwietnia 1992 ambasador nadzwyczajny i pełnomocny ZSRR/Rosji w Bułgarii. Od 1985 deputowany do Rady Najwyższej RFSRR, od XXVII Zjazdu KPZR członek Centralnej Komisji Rewizyjnej KPZR.
Pochowany na Cmentarzu Trojekurowskim w Moskwie.

## Odznaczenia
- Order Czerwonego Sztandaru Pracy
- Order Przyjaźni Narodów
- Order Czerwonej Gwiazdy
- Order „Znak Honoru”
- Medal Przyjaźni Chińsko-Radzieckiej

i medale.